# Murinae
Los murinos (Murinae) son una subfamilia de roedores miomorfos perteneciente a la familia Muridae, que incluye a los comúmnente llamados ratones y ratas del viejo mundo. Incluye al menos 519 especies. Esta subfamilia es mayor en número que todas las familias de mamíferos, excepto Cricetidae, 

## Descripción
Las especies pertenecientes a Murinae son nativas de África, Europa, Asia y Australia. Son los únicos placentarios terrestres nativos de Australia. Han sido introducidos en el resto de continentes, excepto la Antártida, y en muchos casos se han convertido en plagas.
Dos especies murinas se han convertido en animales de laboratorio comunes en las investigaciones científicas: Mus musculus (ratón común) y Rattus norvegicus (rata de alcantarilla), han llegado a ser de una gran importancia en la investigación médica e incluso se han secuenciado sus genomas para este fin.
Las especies de la subfamilia poseen patrones molares que involucran tres cúspides en vez de dos.

## Fósiles
Los primeros registros fósiles murinos aparecen en el Mioceno, hace unos 14 millones de años. Pertenecen al género ya extinto Antemus. Antemus se piensa que deriva directamente del género Potwarmus, que posee una estructura dental más primitiva. De manera similar, los géneros Progonomys y Karnimata se cree que derivan directamente desde Antemus.  Progonomys se cree que es el antepasado de los géneros Mus y afines, mientras que Karnimata se cree que derivó en el género Rattus y afines. Todos estos fósiles se encuentran en capas bien preservadas y de fácil datación en Siwalik, Pakistán. La transición desde Potwarmus hacia Antemus, hacia Progonomys y Karnimata es considerada un excelente ejemplo de anagénesis.   

## Taxonomía
La mayor parte de las especies de la subfamilia han sido poco estudiadas. No se ha intentado una clasificación taxonómica por tribus. Las ratas de los géneros Otomys y Parotomys son comúnmente ubicadas en una subfamilia separada, Otomyinae, pero se las ha encontrado ser bastante cercanas a los murinos africanos.
Tres géneros, Uranomys, Lophuromys, y Acomys fueron considerados pertenecientes a la subfamilia, pero se encontró, con análisis filogenéticos que eran más cercanos a la subfamilia Gerbillinae (jerbos). Se les ha asignado una subfamilia independiente, Deomyinae.  

## Lista de géneros
Hasta 2005, la subfamilia incluía 129 géneros con 584 especies. Musser and Carleton (2005) dividieron a la subfamilia en 29 subgrupos de géneros, tratando a Otomyinae como una subfamilia independiente, pero análisis moleculares realizados apoyan su inclusión en la subfamilia (Michaux et al., 2001; Jansa and Weksler, 2004; Steppan et al., 2004; 2005; Jansa et al., 2006).
Subfamilia Murinae
- Grupo de Aethomys 
  - Género Aethomys
  - Género Micaleamys
- Grupo de Apodemus 
  - Género Apodemus
  - Género Rhagamys
  - Género Tokudaia
- Grupo de Arvicanthis 
  - Género Arvicanthis
  - Género Desmomys
  - Género Lemniscomys
  - Género Mylomys
  - Género Pelomys
  - Género Rhabdomys
- Grupo de Chrotomys 
  - Género Apomys
  - Género Archboldomys
  - Género Chrotomys
  - Género Rhynchomys
- Grupo de Colomys 
  - Género Colomys
  - Género Nilopegamys
  - Género Zelotomys
- Grupo de Crunomys 
  - Género Crunomys
  - Género Sommeromys
- Grupo de Dacnomys 
  - Género Anonymomys
  - Género Chiromyscus
  - Género Dacnomys
  - Género Leopoldamys
  - Género Niviventer
  - Género Saxatilomys
  - Género Srilankamys
- Grupo de Dasymys 
  - Género Dasymys
- Grupo de Echiothrix 
  - Género Echiothrix
  - Género Gracilimus
- Grupo de Golunda 
  - Género Golunda
- Grupo de Hadromys 
  - Género Hadromys
- Grupo de Hybomys 
  - Género Dephomys
  - Género Hybomys
  - Género Stochomys
- Grupo de Hydromys 
  - Género Crossomys
  - Género Hydromys
  - Género Microhydromys
  - Género Parahydromys
  - Género Paraleptomys
- Grupo de Lorentzimys 
  - Género Lorentzimys
- Grupo de Malacomys 
  - Género Malacomys
- Grupo de Maxomys 
  - Género Maxomys
- Grupo de Melasmothrix 
  - Género Melasmothrix
  - Género Tateomys
- Grupo de Micromys 
  - Género Chiropodomys
  - Género Haeromys
  - Género Hapalomys
  - Género Micromys
  - Género Vandeleuria
  - Género Vernaya
- Grupo de Millardia 
  - Género Cremnomys
  - Género Diomys
  - Género Madromys
  - Género Millardia
- Grupo de Mus 
  - Género Muriculus
  - Género Mus
- Grupo de Oenomys 
  - Género Canariomys †
  - Género Grammomys
  - Género Lamottemys
  - Género Malpaisomys
  - Género Oenomys
  - Género Thallomys
  - Género Thamnomys
- Grupo de Otomyines
  - Género Myotomys
  - Género Otomys
  - Género Parotomys
- Grupo de Phloeomys 
  - Género Batomys
  - Género Carpomys
  - Género Crateromys
  - Género Phloeomys
- Grupo de Pithecheir 
  - Género Eropeplus
  - Género Lenomys
  - Género Lenothrix
  - Género Margaretamys
  - Género Pithecheir
  - Género Pithecheirops
- Grupo de Pogonomys 
  - Género Abeomelomys
  - Género Anisomys
  - Género Chiruromys
  - Género Coccymys
  - Género Coryphomys
  - Género Hyomys
  - Género Macruromys
  - Género Mallomys
  - Género Mammelomys
  - Género Pogonomelomys
  - Género Pogonomys
  - Género Spelaeomys
  - Género Xenuromys
- Grupo de Pseudomys 
  - Género Conilurus
  - Género Leggadina
  - Género Leporillus
  - Género Mastacomys
  - Género Mesembriomys
  - Género Notomys
  - Género Pseudomys
  - Género Zyzomys
- Grupo de Rattus 
  - Género Abditomys
  - Género Bandicota
  - Género Berylmys
  - Género Bullimus
  - Género Bunomys
  - Género Diplothrix
  - Género Halmaheramys[3]
  - Género Kadarsanomys
  - Género Komodomys
  - Género Limnomys
  - Género Nesokia
  - Género Nesoromys
  - Género Palawanomys
  - Género Papagomys
  - Género Paruromys
  - Género Paulamys
  - Género Rattus
  - Género Sundamys
  - Género Taeromys
  - Género Tarsomys
  - Género Tryphomys
- Grupo de Stenocephalomys 
  - Género Heimyscus
  - Género Hylomyscus
  - Género Mastomys
  - Género Myomyscus
  - Género Praomys
  - Género Stenocephalemys
- Grupo de Uromys 
  - Género Melomys
  - Género Paramelomys
  - Género Protochromys
  - Género Solomys
  - Género Uromys
- Grupo de Xeromys 
  - Género Leptomys
  - Género Pseudohydromys
  - Género Xeromys

En 2012 se describió el género Paucidentomys.